# WDF Croatian Open & Masters
WDF Croatian Open & Masters
Dan za danom održavaju se dva turnira, Croatian Open i Croatian Masters. Održavaju se u Zagrebu.
Prvi službeni međunarodni turnir u pikadu pod okriljem Svjetske pikado federacije (WDF) u Hrvatskoj (prvi WDF Croatia Open je održan 15.4., a prvi WDF Croatian Masters 16.4.).

## Masters
Format
2023. - .... 501 DO best of 7, M finale best of 9
██ Silver kategorija
| Broj država | Broj natjecatelja | Broj natjecatelja | Izdanje | Ref   | M                            | M    | M                           | Ž                             | Ž    | Ž                              |
| ----------- | ----------------- | ----------------- | ------- | ----- | ---------------------------- | ---- | --------------------------- | ----------------------------- | ---- | ------------------------------ |
| Broj država | M                 | Ž                 | Izdanje | Ref   | Pobjednik (prosjek u finalu) | Rez. | Finalist (prosjek u finalu) | Pobjednica (prosjek u finalu) | Rez. | Finalistica (prosjek u finalu) |
|             | 101               | 24                | 2023.   | [ 6 ] | Andy Baetens (91.33)         | 5:2  | Jelle Klaasen (87.75)       | Aletta Wajer (65.71)          | 5:2  | Jitka Císařová (57.31)         |

## Open
Format
2023. - .... 501 DO best of 7, M finale best of 9
██ Bronze kategorija
| Broj država | Broj natjecatelja | Broj natjecatelja | Izdanje | Ref   | M                            | M    | M                           | Ž                             | Ž    | Ž                              |
| ----------- | ----------------- | ----------------- | ------- | ----- | ---------------------------- | ---- | --------------------------- | ----------------------------- | ---- | ------------------------------ |
| Broj država | M                 | Ž                 | Izdanje | Ref   | Pobjednik (prosjek u finalu) | Rez. | Finalist (prosjek u finalu) | Pobjednica (prosjek u finalu) | Rez. | Finalistica (prosjek u finalu) |
|             | 127               | 18                | 2023.   | [ 8 ] | Andy Baetens (95.93)         | 5:4  | Jelle Klaasen (87.74)       | Aletta Wajer (63.10)          | 5:3  | Jitka Císařová (60.64)         |

## Vanjske poveznice
- https://dartswdf.com/tournaments/croatian-open  Arhivirana inačica izvorne stranice od 11. srpnja 2023. (Wayback Machine)
- https://dartswdf.com/tournaments/croatian-masters  Arhivirana inačica izvorne stranice od 11. srpnja 2023. (Wayback Machine)
- https://www.wdf-croatian-open.com/